# Stjepan Sarkotić
Stjepan barun Sarkotić (njemački: Stefan Sarkotic Freiherr von Lovcen; Sinac kod Otočca 4. listopada 1858. – Beč, 16. listopada 1939.) bio je hrvatski general Austro-Ugarske vojske, posljednji zemaljski poglavar Bosne i Hercegovine, vojni upravitelj Dalmacije i Crne Gore. Ovu visoku dužnost preuzeo je 22. prosinca 1914. naslijedivši svoga prethodnika podmaršala Oskara Potioreka. Tu dužnost obnašao je gotovo pune četiri godine, boreći se za interese Hrvata u Hrvatskoj i Bosni i Hercegovini, sve do 3. studenog 1918. kada je upravu tom zemljom predao Glavnome odboru Narodnoga vijeća SHS za Bosnu i Hercegovinu. 

## Životopis

### Vojna karijera
Rođen je u Sincu kod Otočca kao jedno od četvero djece, a otac Matija također je bio vojnik, poručnik Otočke pukovnije. Stjepan je nakon gimnazije, koju je pohađao u Senju, nastavio školovanje u Vojnoj školi u St. Pöltenu i Vojnoj akademiji u Bečkome Novome Mjestu.
Nakon školovanja 1884. godine dodijeljen je Königgrätz regimenti kao poručnik, zatim je premješten u 16. pješačku regimentu stacioniranu u Trebinju. Sljedeće tri i pol godine služio je kao časnik sudjelujući u vojnim pohodima u Bosni i Hercegovini i u Krivošijama u Crnoj Gori.
Kako je kao časnik obećavao, poslan je na daljnje školovanje u Ratnu školu, a po završetku dodijeljen je Ratnome stožeru i upućen u 1. brdsku brigadu u Mostaru. Njegova vojna karijera nezaustavljivo je tekla naprijed pa je nakon tri godine unaprijeđen u časnika regimentnoga stožera u Beču i promaknut u kapetana i dodijeljen Glavnome zbornom stožeru 1889. g. na obavještajne poslove za strane zemlje. Taj ga posao odvodi u Srbiju, Bugarsku i Makedoniju, a boravio je u Kazanu na rijeci Volgi u Rusiji kako bi naučio ruski jezik. Po povratku je služio u Obavještajnoj službi Glavnoga stožera, a potom je s trupama bio na terenu godinu dana. Postavši bojnik, Sarkotić je imenovan zapovjednikom stožera 7. pješačke divizije u Osijeku sljedeće četiri godine, a zatim je opet na godinu dana dodijeljen regimenti u Pragu u činu potpukovnika. Od 1900. do 1903. bio je načelnik stožera u Puli, u međuvremenu je promaknut 1901. u čin pukovnika. 
Iz Pule je premješten za zapovjednika stožera u XII. korpus u Nagyszeben u Mađarskoj. Godine 1907. preuzeo je zapovjedništvo 5. pješačke brigade u Linzu, da bi iste godine bio promaknut u čin general-bojnika. Nakon godinu dana dodijeljeno mu je zapovjedništvo nad 88. zemaljskom streljačkom regimentom, a 1910. preuzima zapovjedništvo 44. domobranske pješačke divizije. Unaprijeđen je u podmaršala 2. studenoga 1911. i naslijedio 10. travnja 1912. Svetozara pl. Borojevića kao zapovjednoga generala VI. Kraljevskoga mađarskog domobranskog okruga, zapravo zapovijedao je hrvatsko-slavonskim domobranstvom sa sjedištem u Zagrebu.

### Prvi svjetski rat
Početkom Prvoga svjetskog rata, Sarkotić je zapovijedao 42. domobranskom pješačkom divizijom uključenom u sastav XII. korpusa generala baruna von Rhemen zu Bärensfelda. Pošto se iskazao u borbenim djelovanjima na srbijanskoj fronti, biva proglašen vitezom 2. Reda željezne krune 1914. Krajem te godine imenovan je vojnim guvernerom za Beograd. Pozvan je u Beč i promaknut u generala pješaštva, a car Franjo Josip imenovao ga je 22. prosinca 1914. za zapovjednoga generala u Bosni i Hercegovini i Dalmaciji s odgovornošću vojnoga guvernera. Tim postavljenjem Sarkotić je u biti držao cijelu vlast Bosne i Hercegovine i Dalmacije u svojim rukama.
Kako je austro-ugarska vojska postizala rezultate u ratu sa Srbijom, 1915. organiziran je pohod na Crnu Goru. Dana 7. siječnja 1916. je iz baze u Bokokotorskome zaljevu general Sarkotić krenuo na Crnogorce koji su držali Lovćen. Uz potporu topništva Lovćen je osvojen, palo je i Cetinje, a srpski nacionalisti mrze Sarkotića jer je: učestvovao u osvajanju Lovćena, rušenju Njegoševe zadužbine, prvom raskopavanju Njegoševa groba i gašenja srpske svece na Lovćenu, da bi na tom mestu podigao spomenik Franji Josifu I, zašto je dobio titulu "fon Lovćen". Za taj vojni uspjeh Sarkotić je odlikovan Leopoldovim odličjem prvoga reda s mačevima i brončanim vojnim odličjem za zasluge s mačevima. 1917. dobio je plemstvo, postavši barunom, a prezimenu je dodao "von Lovćen" Iste godine je 17. studenoga promaknut u general-pukovnika. 
Sarkotić nije slučajno postavljen za osmoga po redu zemaljskoga poglavara Bosne i Hercegovine. Prethodni sustav uprave u toj zemlji nije se pokazao odgovarajućim. Krajem 1914. i početkom 1915. došlo je do smjena na ključnim položajima. Umirovljen je podmaršal Potiorek i postavljen Sarkotić, kao osoba od koje se očekivala učinkovitost, ali imalo i povjerenje u njegovu punu lojalnost Monarhiji. Sarkotić je već prilično rano postao svjestan političkih opasnosti koji prijete hrvatskim zemljama, a u to ga je uvjerio prvi veliki neuspjeh invazije na Srbiju pošto je i sam bio glavni zapovjednik u jugozapadnome dijelu fronte. Postavši izuzetno osjetljiv na nacionalno pitanje kod južnih Slavena, Sarkotić je promišljao o načinu rješavanja tih u Carevini gorućih pitanja. No kako je tekao Prvi svjetski rat, bio je svjestan da rat nepovratno mijenja raspoloženje naroda unutar Monarhije, a što se rat približavao samome kraju, uviđao je da austrijska i mađarska politika vode Monarhiju u propast.
Već 1917. g. počela su u rasprave i razmišljanja kako Slovence, Hrvate i Srbe u Austro-ugarskoj učiniti relevantnim političkim faktorom. Upravo je Sarkotić bio jedan od glasnijih zagovornika trijalističkoga uređenja Monarhije. Njegov zahtjev se temeljio na hrvatskome državnome pravu po kojemu je Monarhija 1878. g. dobila Bosnu i Hercegovinu na Berlinskome kongresu. Ali, i kao mnogo puta ranije, Austrija se ponašala prema Hrvatima i hrvatskim zemljama dvolično i nepošteno,  koristeći hrvatsko državno pravo kad joj je to trebalo i zanemarujući ga kada joj to nije odgovaralo. Upravo su se u Bosni i Hercegovini lomile najjače silnice političkih interesa: Srbi su bili u cijelosti naklonjeni Srbiji, Hrvati su težili ujedinjenju s Hrvatskom, dok su se muslimani kolebali.

### Uloga u raspadu Austro-Ugarske
Austro-ugarske vlasti su bile neodlučne u reformi Monarhije i nisu poduzimale ništa da ponešto od danih prijedloga i prihvate. Sarkotić je već imao problema u vojsci, u veljači 1918. pobunili su se mornari ratne flote u Boki kotorskoj, dezertera i sabotera je svakim danom bilo sve više. Cara Karla je izvještavao o postojanju Zelenoga kadra koji je imao podršku seljaka, a Kadar je imao kontrolu nad prostranim ruralnim područjima. Brigade Zelenoga kadra prkosile su vladinim naredbama i vršile antipropagandu. Sarkotić je imao nezahvalan posao kontrole nad buntovničkim područjima Monarhije. Da bi preduhitrio nemila događanja, započeo je u Bosni niz susreta i rasprava na kojima su pretresane sve političke opcije kako bi se vlast očuvala. U ožujku iste godine predložio je Caru da Bosnu i Hercegovinu pripoji Hrvatskoj. Kako reakcije nije bilo, u svibnju 1918. g. Sarkotić predlaže da se Bosni i Hercegovini dodijeli autonomija kao corpus separatum pod austrijskom krunom. Sarkotić je nastojao pošto-poto očuvati Monarhiju želeći da Bosna i Hercegovina ne potpadne pod srbijansku vlast. Zato je krajem svibnja nakon rasprave na Carevinskome vijeću ponovno predložio da se ova zemlja ujedini s Hrvatskom.
Grof István Tisza poslan je u ime vlade u rujnu 1918. u Bosnu i Hercegovinu da procijeni političku situaciju. Sarkotić je nevoljko dočekao Tiszu, držeći da je njegov dolazak "neumjesan", no pokorio se je carevoj želji, jer je nakon smrti cara Franje Josipa, kod novoga cara Karla, bio glavni čovjek za pitanja južnih Slavena. Tiszin posjet Sarajevu, Sarkotić je ocijenio kao potpuno neuspio i kao žalostan kraj jedne pogrešne politike. Tiszine planovi uključenja Bosne i Hercegovine u Mađarsku lokalni su političari odbacili, što ne treba čuditi jer je razgovarao s prosrpski orijentiranim političarima iz sva tri naroda. Mađarski grof je potom predložio provođenje plebiscita kojim bi se odlučilo o Bosni i o Hercegovini, držeći da bi takav potez potisnuo ili barem odgodio srpski nacionalizam. Sarkotić je inzistirao da se ujedini Dalmacija s Hrvatskom i Slavonijom i Bosnom i Hercegovinom, što bi umirilo Hrvate i ohladilo ih od ujedinjenja južnih Slavena sa Srbijom. Tisza je bio još odranije isuviše krut protiveći se ikakvim povlasticama prije završetka rata, cijela madžarska politika Trijalizam nije prihvaćala.

Svi Sarkotićevi napori pojašnjavanja političkih prilika u Bosni i Hercegovini nisu imali odjeka, lokalni političari su ga izvještavali da se njihova lojalnost mijenja s promjenom vojne situacije. Vojni slom Bugarske 24. rujna 1918. Sarkotić je u suradnji s ministrom financija Spitzmülerom htio iskoristiti za učvršćenje položaja Monarhije na jugoistočnim granicama. Predstojniku careva vojnoga ureda, generalu Egonu Zeidler-Sternecku, poslali su brzojav u kojem su naveli da će na jugu Monarhije doći do posvemašnje destrukcije ako se ne   ujedini Dalmacija te Bosna i Hercegovina s Hrvatskom i Slavonijom. Upozorili su da je to posljednji trenutak za provedbu toga rješenja: Ne bude li iskorišten taj posljednji trenutak, dinastiji i Monarhiji će vjerno hrvatstvo biti neopozivo otjerano u jugoslavensku kolotečinu, u kojoj će i ono propasti. U privatnome pismu ministru Spitzmülleru dao je i svoju konačnu prosudbu: 
 Držao je da su čak i Hrvati Tiszinim krutim stavovima u njegovoj misiji gurnuti u srbijanske ruke.
U Beču se s vremena na vrijeme raspravljalo o južnoslavenskome pitanju, tako je 2. listopada 1918. na sjednici zajedničke vlade, kojoj Car nije prisustvovao, nastavljena rasprava. Ministar Spitzmüller se suprotstavio dualističkome uređenju, zalažući se, kao i Sarkotić, trijalističkome. Spitzmüiller se dva dana kasnije kod Cara zauzeo za trijalističko rješenje, s čim se Car složio, ali se tome suprotstavio mađarski predsjednik vlade Weckerle. Neposredno iza toga s ministrom se sastao Sarkotić i obojica su ocijenila da je glavni krivac neuspjehu trijalističkoga koncepta upravo Weckerle. Za rješavanje pitanja unutar Monarhije bilo je suviše kasno jer se država već počela raspadati.
Bosna i Hercegovina je bila poseban svijet u kojemu su vrijedila druga pravila i vladao drugi mentalitet. Muslimani su smatrani lojalnim sarajevskoj vlasti, ali je Monarhija u ratu napravila više represivnih mjera i konačno ih udaljila, gurajući ih sve više u zagrljaj Srbijancima. Koliko god vodeći muslimanski političari prihvaćali Austro-Ugarsku, odnosno Hrvatsku, bilo u vidu pripojenja ili autonomije, dvije stvari su presudno djelovale na raspoloženje muslimana, a to je rekvizicija živeža i novačenje staraca i golobradih mladića u vojsku. Očito ni sam Sarkotić nije imao sluha za ova muslimanska traženja jer nije prestajalo rekviriranje stoke još 30. listopada, a ostavku je dao 1. studenoga i predao vlast Narodnome vijeću dva dana kasnije.

### Kraljevina SHS
Slomom Austro-Ugarske monarhije završila je i njegova vojna karijera. Međutim, Sarkotić nije ostao pasivan. Jedno kraće vrijeme po umirovljenju živio je u Hrvatskoj, ali se ubrzo trajno nastanio u Beču, jer se nije pomirio s uspostavom Kraljevine SHS pod dominacijom Beograda. Nastavio je s političkim djelovanjem iz mirovine. Kremi hrvatskih emigracijskih državotvornih snaga u Beču pored Sarkotića pripadao je pukovnik Ivan Perčević i Stjepan Duić. Oni su utemeljili Hrvatski komitet na čijemu čelu je bio upravo Sarkotić. U ovome komitetu Sarkotić je djelovao sve do siječnja 1929. kada je liderstvo od njega preuzeo dr. Ante Pavelić. No pošto austrijska vlast nije bila sklona rješavanju hrvatskoga pitanja, jer je imala iznimno dobre odnose s Kraljevinom Jugoslavijom, svaka pomoć je izostala. Ipak Sarkotić nije ostao pasivan, u austrijskomu tisku se oglašavao, pišući protiv Jugoslavije i Karađorđevića u listu Reichpost i zalažući se za samostalnu Hrvatsku. Koliko je bio gorljiv borac za Hrvatsku govori i njegov sukob sa Stjepanom Radićem, kojemu je zamjerao svaku suradnju s Beogradom. Čak ga je proglasio "nenormalnim" zamjerajući mu političku metamorfozu od obožavatelja Habsburgovaca do poklonstva Karađorđevićima. Već u godinama i duboko razočaran politikom europskih zemalja umro je 16. listopada 1939. u Beču na početku Drugog svjetskog rata.

## Odlikovanja i počasti
Sarkotić je u hrvatskim zemljama svakako bio izuzetno ugledna osoba. Godine 1916. proglašen je počasnim građaninom grada Zagreba. Također je bio počasni predsjednik austrijske Carske udruge strijelaca, a o njegovim zasluženim odličjima mogao bi se napisati poseban članak.

## Djela
- Radićevo izdajstvo, Beč 1925.
- Razmatranja o današnjem stanju hrvatskog naroda, Beč 1925.

## Vanjske poveznice
- (njem.) [neaktivna poveznica]
- (engl.) Stephan Baron Sarkotić von Lovčen  Arhivirana inačica izvorne stranice od 4. listopada 2006. (Wayback Machine)
- (engl.) Stefan Sarkotic von Lovcen